# Albin Planinc
Albin Planinc (Planinec) (18 d'abril de 1944, Briše – 20 de desembre de 2008, Ljubljana) fou un Gran Mestre d'escacs eslovè, que ostentà la nacionalitat iugoslava.
Planinc obtingué el títol de GM el 1972, i va haver de passar a fer d'entrenador d'escacs, a causa de l'empitjorament de la seva salut mental, degut en part a l'estrès de la participació en torneigs. Planinc va patir greus depressions durant dècades, i va passar els darrers anys de la seva vida en una institució psiquiàtrica a Ljubljana. El 1993, va modificar oficialment el seu cognom pel de Planinec.
A The Penguin Encyclopedia of Chess, el Gran Mestre Raymond Keene va escriure sobre Planinc, «s'especialitza en obertures aparentment obsoletes, a les quals el seu joc imaginatiu hi aporta vida nova». En honor seu s'anomena variant Planinc una línia per les negres de l'atac dels quatre peons de la defensa Alekhin.

## Resultats destacats en competició
Planinc va guanyar el Campionat Juvenil d'Eslovènia el 1962, i posteriorment, guanyà dos cops el Campionat d'escacs d'Eslovènia absolut, els anys 1968 i 1971.
El seu primer èxit internacional es va produir al 1r Memorial Vidmar a Ljubljana 1969. De tota manera, el seu millor resultat, amb diferència, fou al (Torneig IBM) d'Amsterdam 1973, on hi acabà primer amb Tigran Petrossian, per davant de Lubomir Kavalek, Borís Spasski i László Szabó, entre d'altres. Empatà als llocs 2n-4t a Čačak 1969, guanyà a Varna 1970, fou 1r a Čačak 1970, 9è a Vrsac 1971 (IV Memorial Kostić, el campió fou Henrique Mecking), empatà als llocs 2n-3r a Skopje 1971, empatà als llocs 3r-5è a Wijk aan Zee 1974 (Torneig d'escacs Corus, el campió fou Walter Browne), fou 6è a Hastings 1974/75 (Congrés Internacional d'escacs de Hastings, el campió fou Vlastimil Hort), empatà als llocs 2n-3r a Štip 1978, i fou 12è a Polanica Zdrój 1979 (17è Memorial Rubinstein, el campió fou Iuri Razuvàiev).

### Participació en olimpíades
Planinc va participar, representant Iugoslàvia al quart tauler (+9 –1 =5) a la XXI Olimpíada d'escacs a Niça 1974, on l'equip iugoslau aconseguí la medalla d'argent, i ell, particularment, aconseguí una magnífica quarta posició al quart tauler, amb un 76,7% dels punts possibles.